# ブリトラ (アルバム)
『ブリトラ』は、1998年6月3日に発売されたブリーフ&トランクスの1作目のアルバム。

## 解説
ブリーフ＆トランクスのデビューアルバム。ダイプロXから発売された。
ダイプロXの倒産、ブリーフ＆トランクス再結成に伴い2014年07月30日、VIVID SOUNDから再発売。その際、アルバム未収録のシングルCD収録曲がボーナストラックとして収録。プロモーションビデオ集収録映像がボーナスDVDとして追加されている。

## 収録曲
1. さなだ虫 (0:00)
作詞:伊藤多賀之・細根誠　作曲：伊藤多賀之
2. かたくり粉  (0:00)
作詞・作曲:伊藤多賀之
3. 口内炎  (0:00)
作詞・作曲:伊藤多賀之
4. 二人のひみつ  (0:00)
作詞・作曲:伊藤多賀之
5. 残尿感  (0:00)
作詞・作曲:嘉門達夫
6. 柔突起  (0:00) 
作詞・作曲:伊藤多賀之
7. 君とはぐれて  (0:00)
作詞・作曲:伊藤多賀之
8. Pai Pai  (0:00)
作詞・作曲:伊藤多賀之
9. お尻にフォーク  (0:00) 
作詞・作曲:伊藤多賀之
10. 私の考える老化現象  (0:00) 
作詞・作曲:細根誠
11. 長ぐつをはいた僕  (0:00) 
作詞・作曲:伊藤多賀之
12. 片道切符  (0:00)
作詞・作曲:伊藤多賀之

## 復刻版追加トラック

### CD
1. BURI BURI BURITORA BURI DANCE!
  - 4thシングル『遠足』カップリング曲
  - 間奏に歌詞が足されており、ビデオ・DVDに収録されているバージョンとは異なる
2. 犬女　※6thシングル『コンビニ』カップリング曲
3. さなだ虫(オリジナルカラオケ)　※1stシングル『さなだ虫』カップリング曲
4. 二人のひみつ(オリジナルカラオケ)　※2ndシングル『二人のひみつ』カップリング曲

### DVD
1. BURI BURI BURITORA BURI DANCE!
2. さなだ虫
3. 正しいブリトラマニアになる為の講義(1)
4. 二人のひみつ
5. 正しいブリトラマニアになる為の講義(2)
6. 正しいブリトラマニアになる為の講義(3)
7. BURI BURI BURITORA BURI TAISOU!

## 他の収録CD
さなだ虫・柔突起
「ブリトラBESTバイブルⅡ～ひとりでこっそり聴いた方がいい曲集～」20周年バージョン収録